# Chì hydroarsenat
Chì hydro arsenat còn được gọi là chì arsenat, acid chì arsenat hoặc LA, công thức hóa học PbHAsO4, là một chất khử muối vô cơ, màu trắng, được sử dụng chủ yếu chống lại bọ cánh cứng.

## Điều chế
Hợp chất thường được sản xuất bằng cách sử dụng phản ứng sau:
Pb(NO3)2(dd) +H3AsO4(dd) → PbHAsO4(r) +2HNO3(dd)
Chì arsenat là loại thuốc trừ sâu chứa arsenic được sử dụng rộng rãi nhất. Hai công thức chính của chì arsenat được đưa ra thị trường: chì arsenat cơ bản (Pb
5OH(AsO
4)
3, CASN: 1327-31-7) và axit chì arsenat (PbHAsO4, CASN: 7784-40-9).
Cho đến những năm 1930-1940, chì arsenat được người nông dân điều chế ở nhà thông qua phản ứng muối chì hòa tan với natri arsenat.

## Ứng dụng
Hợp chất này được sử dụng để chống lại sâu róm sồi ở Massachusetts, như một chất thay thế ít hòa tan và kém độc hơn đối với Paris Green đã được sử dụng, do có tính bám dính chặt hơn với bề mặt cây trồng, tăng cường và kéo dài hiệu quả trừ sâu.
Chì arsenat được sử dụng rộng rãi ở Úc, Canada, New Zealand, Mỹ, Anh, Pháp, Bắc Phi và nhiều khu vực khác, chủ yếu chống lại sâu bướm vàng. Chì arsenat được sử dụng chủ yếu trên táo nhưng cũng trên cây ăn quả khác, vườn cây, cỏ dại và muỗi. Kết hợp với amoni sunfat, hợp chất được sử dụng ở miền nam California như một phương pháp điều trị mùa đông trên bãi cỏ để tiêu diệt cỏ dại.
Chì arsenat cũng đã được sử dụng vào đầu thế kỷ 20 để kiểm soát côn trùng.
Việc tìm kiếm chất thay thế đã được bắt đầu vào năm 1919, khi phát hiện ra rằng chất cặn vẫn còn trong các sản phẩm mặc dù rửa bề mặt của chúng. Các phương pháp thay thế được cho là ít hiệu quả hoặc độc hơn đối với thực vật và động vật, cho đến năm 1947 khi DDT được tìm thấy. Việc sử dụng chì arsenat ở Mỹ tiếp tục cho đến giữa những năm 1960. Chì arsenat chính thức bị cấm như là thuốc trừ sâu vào ngày 1 tháng 8 năm 1988.
Nấm morchella đang phát triển trong các vườn táo cũ đã được xử lý với chì arsenat có thể tích tụ chì độc và arsenic không tốt cho sự tiêu dùng của con người.